# Walt Disney World Resort

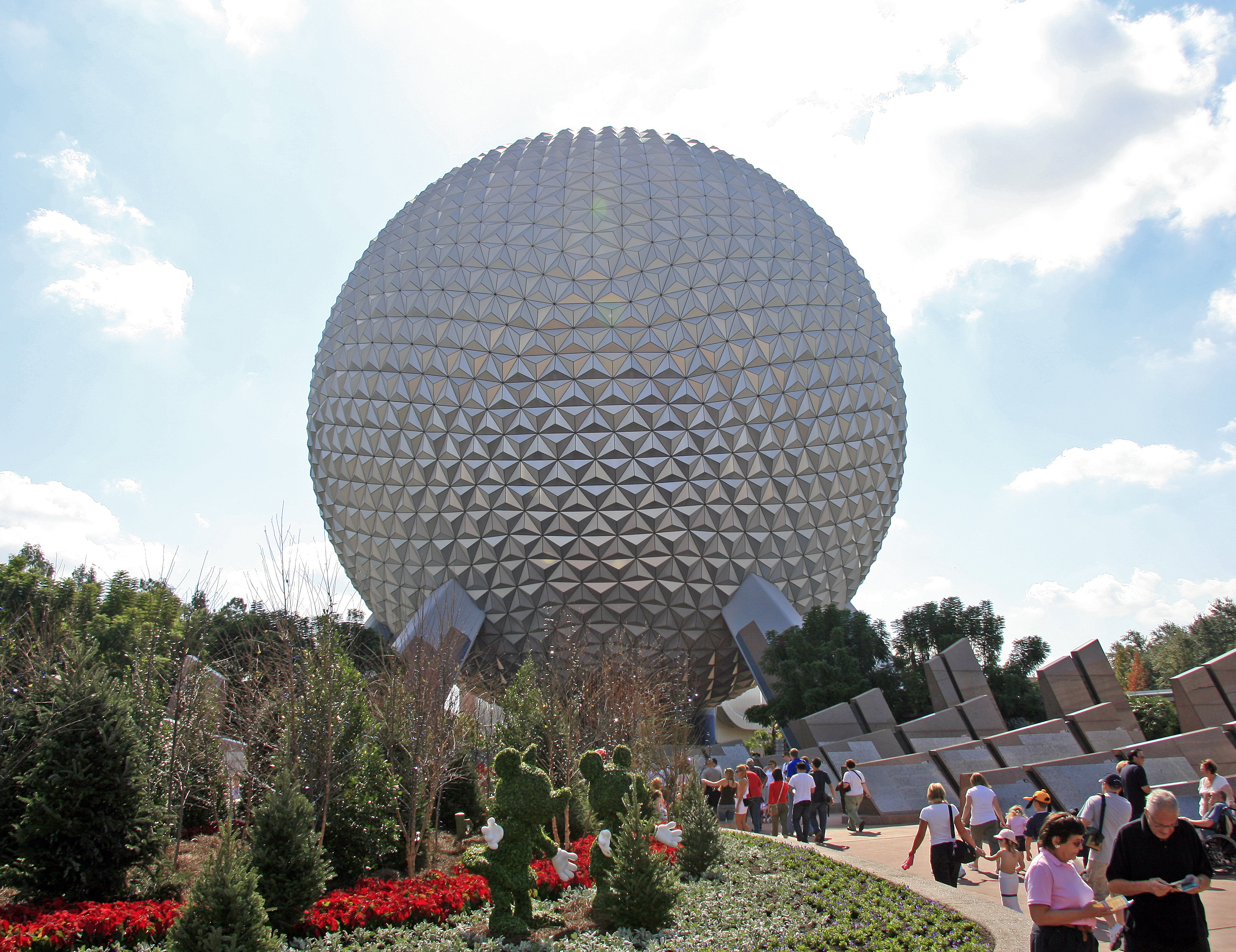
Walt Disney World Resort

Walt Disney World Resort je největší (101 km²) a nejnavštěvovanější rekreační oblastí na světě, zahrnující čtyři tematické parky, mnoho tematických hotelů, golfová hřiště, vodní parky a mnoho nákupních, stravovacích a dalších rekreačních možností. Nachází se v obci Bay Lake na Floridě v USA u města Orlando.
Výstavba byla zahájena v roce 1967, krátce po smrti Walta Disneye. Byl otevřen 1. října 1971 s tematickým parkem Magic Kingdom.

## Zábavní parky
Disney World zahrnuje 4 zábavní parky (statistiky za rok 2012)
- Magic Kingdom - 17,54 milionu návštěvníků (1. na světě)
- EPCOT - 11,06 milionu návštěvníků (6. na světě)
- Disney's Hollywood Studios - 9,99 milionu návštěvníků (7. na světě)
- Disney's Animal Kingdom - 9,91 milionu návštěvníků (8. na světě)

Disney World také obsahuje dva vodní parky, jakož i velké množství dalších atrakcí (např. komplex Downtown Disney).
Celý park má 66 000 zaměstnanců, kterým ročně vyplatí 1,2 miliardy dolarů a 474 milionu dolarů na příplatcích. Celkem 5000 zaměstnanců je vyhrazeno na úklid a údržbu, včetně 750 zahradníků a 600 malířů. Nedaleko parku je dokonce lesní školka, takže když nějaký strom v Disney Worldu uhyne, je okamžitě k dispozici dospělý strom, který ho nahradí.

## Zajímavost
- Nedaleko Walt Disney World Resort leží první komerční město na světě – Celebration (vlastněná společností Walt Disney Company).
- Walt Disney nákoupil půdu pro stavbu parku tajně přes nastrčenou firmu, aby jeho umýsly nevyšly najevo. Skoupil celkem 30 000 akrů půdy[1].